# Гней Арулен Целій Сабін
Гней Арулен Целій Сабін (лат. Gnaeus Arulenus Caelius Sabinus; ? — після 70) — політик та правник часів ранньої Римської імперії, консул-суффект 69 року.

## Життєпис
Про Арулена відомо замало. Замолоду цікавився правництво. Був прихильником та наслідувачем правника Массурія Сабіна. Своїми знаннями у праві здобув повагу імператора Нерона, який зробив Арулена сенатором, а також збирався надати йому посаду консула, проте не встиг. Лише Вітеллій у 69 році призначив Целія Сабіна консулом-суффектом разом з Титом Флавієм Сабіном).
Також користувався впливом при дворі імператора Веспасіана. Після смерті у 69 році Гая Кассія Лонгіна очолив Сабініанську школу права. Про подальшу долю немає відомостей.

## Правництво
З усього доробку Гнея Арулена збереглася лише одна праця з права — «Коментар до едиктів курульних едилів», що стала важливою базою розробку едильського права. Цю книгу вивчав відомий правник Доміцій Ульпіан.